# 柯杨 (1955年)
柯杨（1955年7月—），女，汉族，天津人，中华人民共和国医学家，曾任北京大学常务副校长、党委常委、医学部常务副主任，第十一、十二届全国政协委员。

## 生平
2008年，当选第十一届全国政协委员，代表教育界，分入第四十组。并担任教科文卫体委员会专委。